# Мирабелон
Мирабелон (греч. Κόλπος Μιραμπέλλου) — залив в Критском море, находящийся в восточной части острова Крит. Венецианцы называли его «залив с прекрасным видом».
На северо-восточном побережье залива расположен самый большой город области Ласитиона — Айос-Николаос. Побережье залива в доисторические времена имело большое значение для Крита.
В древности берег залива Мирабелон был одним из самых важных центров добычи меди в позднеминойский период приблизительно 3000 г. до н. э., вместе с минойским островом Псера и дорийским полисом Лато.